# Како, Такаси
Такаси Како (яп. 加古隆 како такаси, Takashi Kako) (род. 1947) — современный классический японский композитор и пианист.

## Биография
Такаси Како родился в 1947 году. Начал брать уроки фортепиано в возрасте семи лет. В дальнейшем получил степень мастера по композиции в Токийском национальном университете изобразительного искусства.
Французское правительство обратило внимание на талантливого молодого композитора, дебютировавшего как пианист-импровизатор в 1973 году, и предоставило ему стипендию на полных три года обучения в Парижской консерватории. Окончив консерваторию в 28 лет, Како получил высшее отличие — первую премию по композиции. С тех пор Како сопутствует неизменный успех. В молодые годы он стал одним из ведущих музыкантов движения «Парижский свободный джаз». Организовав группу «Ток», он записывает музыку и выступает с гастролями в разных странах мира.
Како выступал с собственными концертами в более чем 200 городах в 26 странах.
В начале 80-х Како вернулся в Японию и завершает формирование собственного стиля, включившего классическую и современную фортепьянную музыку, а также элементы джаза. Он приступил сольным фортепианным концертам и к 1990 г. становится наиболее популярным из современных японских классических пианистов.